# Inmaculada Rodríguez-Piñero
Inmaculada Rodríguez-Piñero Fernández, née le 7 janvier 1958 à Madrid, est une femme politique espagnole, membre du Parti socialiste ouvrier espagnol.

## Biographie
Elle est élue députée au Congrès des députés lors des élections générales de 2008 pour la circonscription de Valence. Nommée secrétaire générale aux Infrastructures par le ministre socialiste José Blanco en mai 2009, elle démissionne de son mandat de parlementaire et est remplacée par José Luis Ábalos. Elle est de nouveau élue députée en 2011. Elle est députée européenne de 2014 à 2024.